# Ildebrando Pannocchieschi

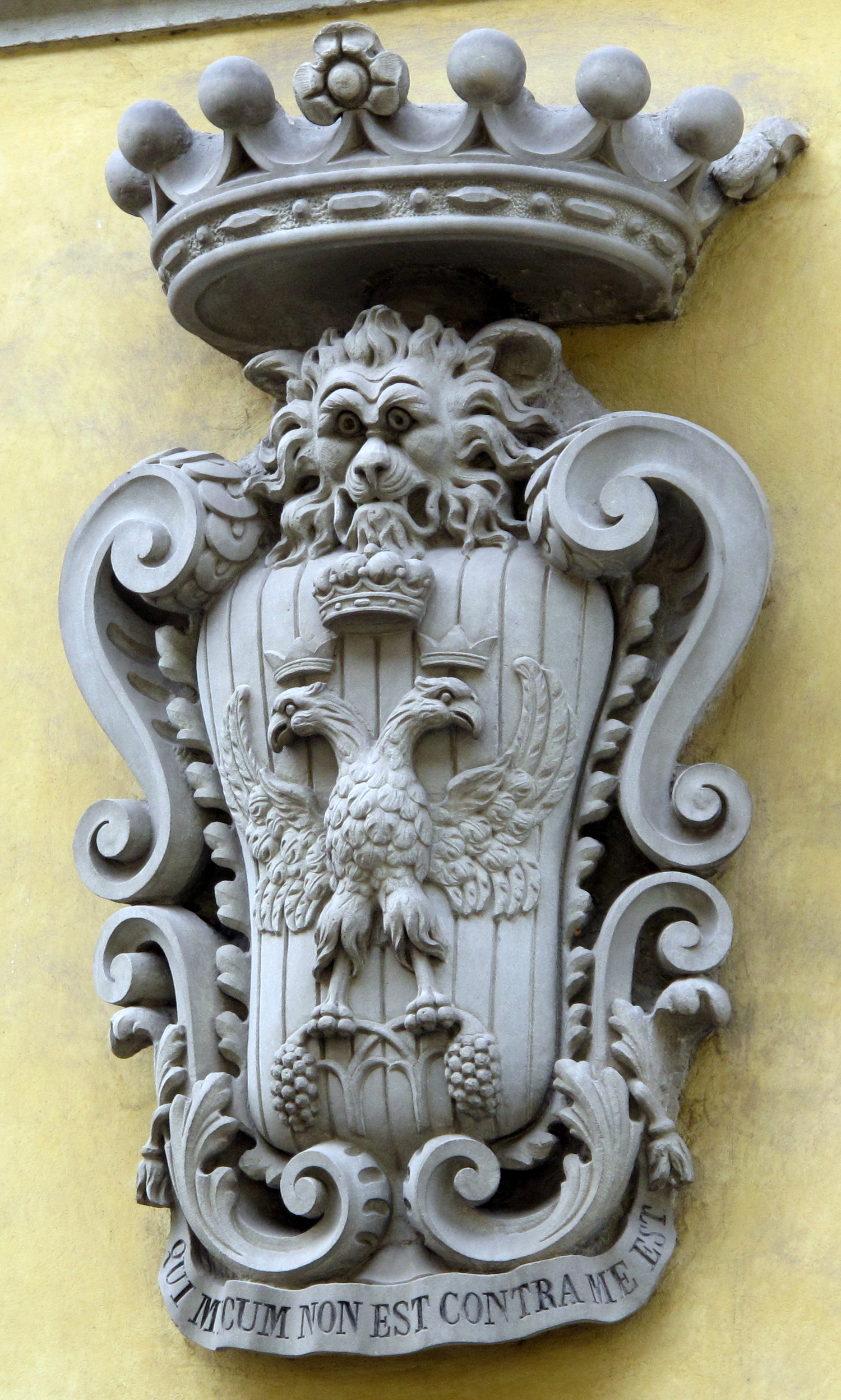
Stemma Pannocchieschi

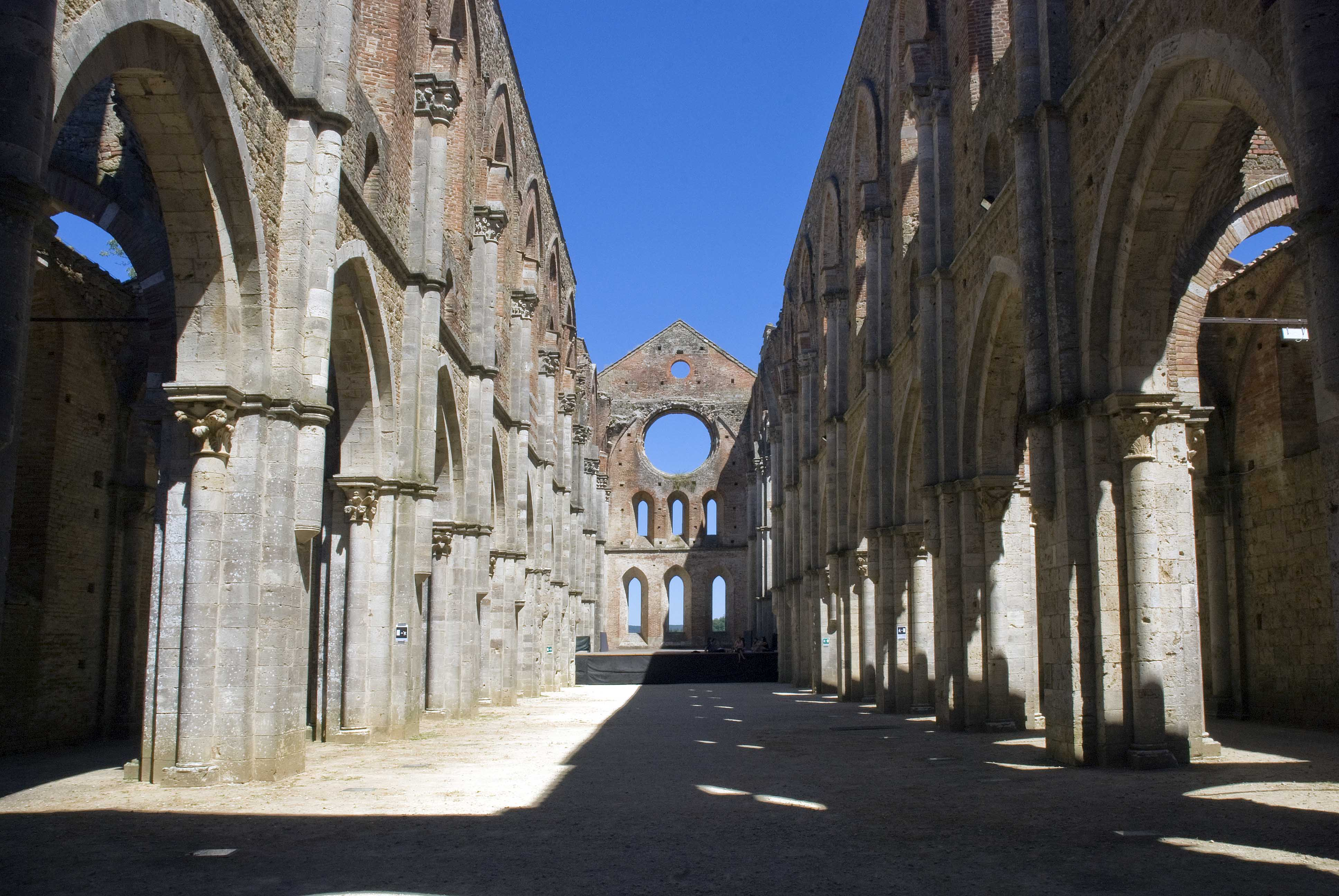
Interno dell'abbazia di San Galgano

Ildebrando Pannocchieschi (... – Volterra, 1212 circa) è stato un vescovo cattolico italiano.

## Biografia
Appartenente alla potente famiglia volterrana-senese dei Pannocchieschi, era figlio di Ranieri I Pannocchia.
Fu nominato vescovo di Volterra nel 1185 e seguì in quall'anno l'imperatore Federico Barbarossa a Milano. Ebbe inizio un lungo periodo in cui andò affermandosi il potere temporale dei vescovi. Il potere imperiale concesse loro una serie di privilegi, che resero i vescovi di Volterra padroni della città. Nel 1186 il vescovo Ildebrando Pannocchieschi ebbe conferma del titolo di conte palatino in Toscana e principe del Sacro Romano Impero con diritto di eleggere i consoli e ottenne nel 1189 il diritto di battere moneta. Nel 1197 venne nominato Capitano della Lega di Tuscia.
Nel 1201 introdusse, primo in Toscana, i cistercensi nell’abbazia di San Galgano a Chiusdino.
Morì nel 1212 circa.